# Mamula (2014.)
Mamula (eng. Killer mermaid ili Nymph) također poznat i pod nazivmo Nimfa je srpsko-američki horor film iz 2014. godine. Film je režirao Milan Todorović,  a glave uloge su ostvarili Kristina Klebe, Dragan Mićanović, Natalie Burn, Slobodan Stefanović, Sofija Rajović, Franco Nero i Zorana Kostić Obradović.
Radnja filma se vrti oko dvije studentice iz Amerike, Kelly i Lucy, koje odlaze u Crnu Goru da posjete Alexa, prijatelja iz studentskih dana. Poslije nekoliko dana uživanja, njihov prijatelj i kolega s fakulteta ih nagovara da posjete napušteni otok Mamula, iako su upozoreni da se na njemu događaju čudne stvari i čuli razne legende o njemu. Tijekom pustlovine pridružit će im se i Boban, blizak prijatelj Alexove zaručnice Yasmin. Na otoku zatiču samo ribolovca koji drži lijepu djevojku za koju se ispostavi da je sirena, koja neodoljivim izgledom i pjesmom opčinjava, a zatim se ubrzo pretvara u krvožednog monstruma.
Film je premijerno prikazan u Beogradu na FEST-u 8. ožujka 2014. godine.

## Glumačka postava
- Kristina Klebe kao Kelly
- Dragan Mićanović kao Boban
- Natalie Burn kao Lucy
- Slobodan Stefanović kao Alex
- Sofija Rajović kao Yasmin
- Franco Nero kao Niko
- Zorana Kostić Obradović kao Scylla-sirena
- Miodrag Krstović kao ribolovac
- Jelena Rakočević kao Ana
- Janko Cekić kao Sergej
- Miki Perić kao Mickey
- Milena Predić kao konobarica

## Produkcija
Film Mamula je sniman u periodu od 25. rujna do 10. listopada 2013. godine u Hercegu Novom i okolini, ali je najveći dio filma sniman na otoku Mamula.
Koproducenti filma su: Jerry Catering, Prva srpska televizija, Medija plus i Digital kraft, dok je izvršni producent Victoria film.
Filmski centar Srbije je za postprodukciju ovog filma izdvojio iznos od 4.800.000 dinara.